# Rose Hill (skådespelare)
Rose Lilian Hill, född 5 juni 1914 i London, död 22 december 2003 i Northwood, Hillingdon, London, var en brittisk skådespelare och medlem av Royal Shakespeare Company. Hon gjorde bland annat rollen som Madame Fanny La Fan i 'Allå, 'allå, 'emliga armén.